# Chiles xalapeños
Chiles xalapeños es una película de comedia mexicana de 2008 dirigida por Fabrizio Prada.

## Sobre el título
Muchos significados pueden derivarse de la palabra «jalapeños». Y el más común, antes que «oriundo de Xalapa», es el de los «chiles jalapeños». Hay países en donde en algún restaurante en lugar de ofrecer chiles, ofrecen «jalapeños». Por ello, es quizás una de las palabras mexicanas más internacionales.
Los «chiles jalapeños» son un tipo de chile fresco, color verde o verde oscuro, de forma cónica alargada. Mide en promedio unos 6 cm de largo y 2.5 cm de ancho. Se le da este nombre porque se dice que antiguamente se cultivaba en Xalapa (Veracruz) desde donde se comercializaba a otras partes, actualmente ya no se cultiva ahí, pero es un Chile muy famoso y utilizado en la Gastronomía Veracruzana. También se le llama «chile cuaresmeño» porque antiguamente sólo lo llevaban durante la época de cuaresma. Cuando llega a su estado de maduración toma un color rojo intenso y se utiliza indistintamente como el verde. Entre sus atributos, recientemente, científicos estadounidenses hallaron en los «chiles jalapeños» una sustancia capaz de combatir el cáncer de próstata.
Los «jalapeños», en cambio, son unos individuos a quienes el destino los ha llevado a nacer o a crecer o a vivir en la ciudad de Xalapa, una ciudad no muy grande en donde la “gente importante, de sociedad” suele conocerse.

## Escándalo mediático
La actriz Dalia Pérez, luego de filmar Chiles xalapeños, fue invitada por el Partido Revolucionario Institucional como candidata a diputada local en el Estado de Veracruz, México. Ganando las elecciones y tomando posesión, la película salió a la luz y provocó un escándalo mediático.[cita requerida]
Dalia Pérez interpreta a Ana, la amante del diputado de oposición Pedrero, llevado por el actor Raúl Santamaría. En una escena, Pedrero lleva a Ana a un motel, donde ella le hace un striptease en un tubo y después se da una ducha ante los ojos de su amante. Esta escena fue trasmitida por televisión en noticieros, programas de variedad, medios impresos, internet y otros.

## Edición
Fabrizio Prada, director de la película, señaló sentirse despojado y avergonzado por la forma en que se dio a conocer el filme. Destacó que se trata de una versión mutilada y editada solamente por el productor Joel Núñez, quien desvirtuó completamente el verdadero sentido de la película, además de que censuró, mutiló y modificó el guion original.
El guion original de Renato Prada Oropeza y Fabrizio Prada, es una adaptación libre de varios cuentos de Anton Chéjov, cuyas situaciones fueron mexicanizadas. La idea de Prada era hacer una película al estilo de Robert Altman en Vidas cruzadas. Pero al productor le pareció demasiado complejo y terminó por editar una versión light que se puso a la renta en videoclubes los primeros días de febrero de 2008, privándola así de su posibilidad de llegar a salas de cine.
Fabrizio Prada quisiera que la distribuidora (Distrimax) le diera la oportunidad de editar su versión para que el público conociera los verdaderos chiles xalapeños.

## Producción
Este film se realizó en varias locaciones muy representativas de Xalapa como la Estación de Camiones CAXA, algunas de las calles empedradas de la ciudad, alguna colonia de los suburbios, o el centro comercial de la ciudad, inclusive en el Hospital dónde la mayorías de los xalapeños acuden si es necesario.

## Ficha técnica
- Título original: Chiles xalapeños.
- Género: Comedia.
- Duración: 89 min.
- Año: 2008.
- Director: Fabrizio Prada
- Guion: Renato Prada Oropeza y Fabrizio Prada
- Productor ejecutivo: Joél Núñez
- Productora asociada: Elda Rojas
- Director de Fotografía: Gerardo Ruffinelli
- Editor: Héctor Ferreiro

## Reparto
- Irán Castillo: Sarita
- María Rebeca: Mercedes
- Al Castillo: Rigoberto
- Dalia Pérez: Ana
- Fabrizio Prada: Flavio
- Waldo Facco: Federico Bardini
- Raul Pozos: Nachito
- Félix Lozano: Nicanor
- Raúl Santamaría: Diputado Pedrero
- Rogerio Baruch: Poeta Ricárdez
- Lorena Baroccio: Micaela
- Carlos Ortega: Ordóñez
- Juana María Miranda: Marinieves
- Leticia Valenzuela: Laura
- Cynthia García: Genoveva
- Felipe Dinamita: Neto
- Víctor Dinamita: Rodrigo
- José Palacios: Sandro
- Angélica Luján: Talina
- Rodrigo Angoitia: Homero
- Armando Mani: Chucho
- Eduardo Azuri: Hugo Sánchez
- Lupita Balderas: Ofelia
- María León: Paola
- Hiram Contreras: payaso
- Claudia Villar: Lupita
- Martha Cintora: Mirella
- Carlos Enciso: jardinero
- Ingmar Prada: Guarura
- Cecilia Díaz De León: mamá de Talina
- Marcela Mendivil: reportera 1
- Fernando Huesca: joven en muletas
- Elda Rojas: reportera 2
- Patricia Dorantes: Minerva
- Jesús Rosas: jefe de personal
- Alfonso Paseiro: jefe de personal fantasía
- Brenda Barradas: recepcionista
- Ricardo Bautista: Christian
- Adriana Fomperosa: Angelita 1
- Ghislaine Alexis: Angelita 2
- Aarón Campos: sacerdote